# 任俠傳 渡世人一代記
《任俠傳 渡世人一代記》是元氣在2006年3月2日PlayStation 2上發售的俠氣動作遊戲。
另外在（i-mode、Yahoo!ケータイ）也有提供任俠傳的手機版遊戲下載。

## 故事大綱
持續進行俠道修行之旅的主角‧蓮次，為了能夠見到著名的老大‧松風義一郎，於是來到宿場町的松風之屋拜訪他。但在他抵達時卻突然被捲入了亂鬥之中，但也因為這場騷動讓岩松以及半十郎因此成為他的手下和好友。
就這樣寄居於松風老大門下而暫時安定下來的蓮次，卻又逐漸被捲入了因為松風之屋而引發的事件・・・。

## 概要
對於擅長製作歷史動作遊戲的元氣來說，本作則是以俠義為題材所創作出來的另類作品。
以江戶時代的東海道為舞台並且還能與平賀源内和十返舎一九、清水次郎長等名人見面，在史實方面與注重歷史的風雲系列不同的是本作加強了虛構的事件以增加遊戲的娛樂性。
另外主角身旁的登場人物的名字被認為是取材自次郎長一家的故事。
戰鬥系統因為繼承自同家公司的另一部作品『劍豪 (電玩遊戲)』的攻・待・懸(分別是攻擊、防禦、破防)以及『風雲 新撰組』的連攜技等系統，所以完成度相當高。另外還加入「刺青一喝」的系統。當使用這個系統時，蓮次會脫下自己的衣服露出背後的刺青來威嚇敵人。刺青隨著不同的種類也會有不同的效果。
遊戲的進行方式繼承自『風雲 幕末傳』的系統，主要是一邊執行主線和旁線任務一邊推進整個故事。

## 主要登場人物
注意 : 本篇文章是以遊戲中的設定為主。有關於史實人物的記述可能會與真正歷史有所差別。

### 蓮次一家
- 風來的蓮次（声：子安武人）

本作的主角。在陸續解決因為松風之屋引起的各種事件後，最終成長為一名真正的俠客。
- 荒波的岩松（声：竹本英史）

因為被蓮次所救而成為他的小弟，同時扮演龍之助大哥的角色。相當喜歡喝酒，但也因此招來殺身之禍・・。
名字由來來自於森之石松。
- 逢瀨的半十郎（声：鳥海浩輔）

和岩松一起成為蓮次的小弟。相當喜歡女人。和岩松結拜為義兄弟。
名字由來來自於大瀬半五郎。
- 龍之助（声：竹内順子）

雖然是個孩子卻因為仰幕蓮次而成為他的手下。在一次事件中因為背負著殺人的污名而感到苦惱。
- 狐狸的留吉（声：森訓久）

一開始是門之助的小弟。為了阻止瘋狂的門之助而成為蓮次的小弟。在畫上被描繪成像是惡徒的男人。
- 鬼塚徹心（声：西松和彦）

因為數次與蓮次一起工作對他產生仰幕之心而成為他的手下。原來是火付盗賊改方(取締縱火、強盜、賭博等重罪的警官)。其原型來自於被稱為鬼平的長谷川平藏。
- 明響獅水（声：松山鷹志）

因為兒子小士郎被蓮次所救而成為他的小弟。是位帶著孩子流浪的前公儀介錯人(類似劊子手的職位)。原型來自於『帶子狼』的主角拜一刀。
- 丹下左膳（声：？）

在找尋寶物的過程中因為敗給蓮次而成為他的小弟。是名單手獨眼的劍士。人物來自於小説和戲劇的『丹下左膳』。
- 清水的次郎長（声：下崎紘史）

因為敬仰蓮次的俠義而成為他的小弟。受到小粋的常粹景仰。
- 闇斬的一（声：石井康嗣）

因為認同蓮次是一位值得自己效力的俠客而成為他的手下。是一位擅長拔刀術的盲人保鑣。原型來自於『座頭市』的主角‧阿市。

### 敵人
- 蝮田八郎兵衛（声：コング桑田）

蝮田一家的老大。以支配松風之屋為目的而與松風一家對立。
- 破島的安（声：石井康嗣）

蝮田的小弟，也是這一家的第二號人物。
- 油坪的豚松（声：上田祐司）

蝮田的小弟。縱火盗賊團的首領。
- 狩虎的門之助（声：松山鷹志）

松風一家的第二號人物。但因為嫉妒松風老大重用蓮次，而逐漸瘋狂了起來。
- 石井辰之進（声：永野善一）

關八州取締役。把蓮次視為眼中釘。雖然個性很頑固但正義感相當強。

### 其它角色
- 松風義一郎（声：屋良有作）

松風一家的老大。因為很中意身為浪人的蓮次而對他相當照顧。松風之屋旁的居民也都對他相當景仰。
- 阿琴（声：水樹奈奈）

在松風之屋的茶店工作的姑娘。因為多次受到蓮次的幫忙而喜歡上他。是岩松的妹妹。
- 蘭太夫（声：皆川純子）

在松風之屋的妓院工作的花魁。因為多次受到蓮次的幫忙而喜歡上他。
- 駒形勝次郎（声：？）

駒形一家的老大。住在多原之屋。和松風老大為拜把兄弟，同樣對於蓮次相當照顧。
名字由來來自於黒駒的勝藏
- 國定忠次（声：木内秀信）

因為殺害官員的罪名而被追緝，因此躲藏在松風之屋。暫時隱匿於蓮次的手下與他一起行動。
- 鼠小僧（声：うえだゆうじ）

以蓮次財產為目標的義賊

## 外部連結
- 『任俠傳 渡世人一代記』官方網站